# Famille de Radiguès
La famille de Radiguès est une famille de la noblesse belge, anoblie en 1572 par le roi Charles IX de France.

## Histoire
La première mention de cette famille remonte à Pierre Radiguès, fils de René Radiguès, écuyer, et de Marie du Saulx, seigneur de Bellebat, des Gournaillères, de Dangeul et des Noés, qui conclut un contrat de mariage en 1410 avec Anne du Gué . Dès le XVIe siècle, Viventien Radiguès fut procureur au parlement de Paris ; à partir de 1651, la lignée fournit des membres au service des rois de France. En 1816, les membres de cette famille ont été inclus dans la noblesse du royaume uni des Pays-Bas et ils appartiennent à la noblesse belge depuis la fondation de la Belgique .

## Lettres patentes
- Bruxelles, 20 décembre 1926, roi Albert Ier de Belgique :
Admission de noblesse (héréditaire) en faveur de Guillaume-Léopold de Radiguès de Chennevière;
- Bruxelles, 23 décembre 1966, roi Baudouin de Belgique :
Concession du titre de baron transmissible par ordre de primogéniture masculine en faveur de Louis, Charles, Jean et Gérard de Radiguès de Chennevière;
- Bruxelles, 8 mars 2010, roi Albert II de Belgique :
Concession du titre de comte transmissible à tous ses descendants en faveur de François de Radiguès de Chennevière.

### Héraldique
- 1816 : De sable au chevron d’or, accompagné en chef de deux étoiles à cinq rais du même, et en pointe d’un croissant d’argent. L’écu sommé de la couronne de marquis français. Tenants: deux sauvages ceints et couronnés et feuillages, armés de leur massue.

## Généalogie
- Léopold Marquis de Radiguès Saint-Guédal de Chennevière (1737-1798), fils de Louis-Alexandre de Radiguès de Chennevière, marié à la baronne Marie de Hombourg (1751-1831).
  - Marie-Philippe, Marquis de Radiguès Saint-Guédal de Chennevière (1782-1847), branche aînée
    - Pontien de Radiguès de Chennevière (1784-1860)
      - Frédéric de Radiguès de Chennevière (1818-1899)
        - Henri de Radiguès de Chennevière (1857-1927), branche cadette

### Branche aînée
- Marie-Philippe, 1re Marquis de Radiguès Saint-Guédal de Chennevière (1782-1847), membre de la Chevalerie de Liège, membre du Conseil provincial de cette province et maire de Vyle-et-Tharoul; épousa Guillemine de Gaiffier d'Emeville (1808-1899), fille du vicomte Jean-Jacques de Gaiffier d'Emeville. Ils ont eu huit enfants.
  - Fernand, 2e Marquis de Radiguès Saint-Guédal de Chennevière (1859-1932), capitaine de cavalerie
    - Pierre, 3e Marquis de Radiguès Saint-Guédal de Chennevière (1900-1963), succède à son père en 1932 au titre de marquis ; a été condamné à mort en 1946 pour collaboration et déchu de son titre ; s'est enfui en Argentine où il est mort, sans descendance
    - Fernand, 4e Marquis de Radiguès Saint-Guédal de Chennevière (1902-1983), devenu marquis en 1963 après la mort de son frère
      - René, 5e Marquis de Radiguès Saint-Guédal de Chennevière (1924-2016)
      - Henri de Radiguès Saint-Guédal de Chennevière (1926-2012)
        - Xavier, 6e Marquis de Radiguès Saint-Guédal de Chennevière (1954), médecin épidémiologiste à l'Organisation Mondiale de la Santé et chef de famille
          - Amaury de Radiguès Saint-Guédal de Chennevière (2006), successeur probable comme chef de famille

### Branche cadette
- Henri de Radiguès de Chennevière (1857-1927), ingénieur des ponts et chaussées et maire de Yernée-Fraineux ; il épousa Marguerite Minette (1861-1887) en 1885, décédée en couches ; se remaria en 1888 à Thérèse Minette (1865-1963), sœur de sa première épouse. Il eut un fils du premier mariage et sept enfants du second. Sa deuxième épouse était un membre très actif de la résistance belge pendant les Première et Seconde Guerres mondiales.
  - Louis, Baron de Radiguès de Chennevière (1887-1970), ingénieur des mines ; marié à Marie de Menten de Horne (1888-1966) qui lui a donné cinq enfants, dont trois fils.
    - Philippe, Baron de Radiguès de Chennevière (1911-1979)
      - Hervé, Baron de Radiguès de Chennevière (1943)
        - Barbara de Radiguès de Chennevière (1974), députée bruxelloise

      - Serge de Radiguès de Chennevière (1949)
        - Thibault de Radiguès de Chennevière (1987)

  - Carlos, Baron de Radiguès de Chennevière (1889-1969), docteur en droit et ambassadeur ; époux de Ida de Sauvage Vercour (1888-1923) et en deuxièmes noces de Marie-Thérèse de Moreau d'Andoy (1904-1990). Ils ont eu sept enfants, dont postérité.
  - Jean, Baron de Radiguès de Chennevière (1893-1983) ; époux de Jacqueline de Montpellier d'Annevoie (1893-1981). Ils ont eu six enfants.
    - Yves de Radiguès de Chennevière
      - Benoît de Radiguès de Chennevière
        - Maxime de Radiguès de Chennevière (1982), auteur de bande dessinées.

    - Olivier de Radiguès de Chennevière (1932), pilote
      - Patrick de Radiguès de Chennevière (1956), vice-champion du monde de moto (endurance).
      - Didier de Radiguès de Chennevière (1958), vice-champion du monde de moto (vitesse).

    - Gérard, Baron de Radiguès de Chennevière (1901-1976)
      - François, Comte de Radiguès de Chennevière (1941), banquier, administrateur de la Fondation Reine Paola

## Alliances
de Donnea ; du Chastel de la Howarderie; de Sauvage Vercour ; de Menten de Horne ; Collinet ; Pastur ; de Montpellier d’Annevoie ; Cornet d’Elzius de Peissant ; Simonis ; de Moreau d'Andoy ; de Gaiffier d’Emeville ; Le Grelle.